# Bundestagswahlkreis Hamburg-Harburg
Der Wahlkreis Hamburg-Harburg war ein Bundestagswahlkreis in Hamburg und umfasste zuletzt das Gebiet des Bezirks Hamburg-Harburg und des Ortsamtsgebiets Finkenwerder aus dem Bezirk Hamburg-Mitte.

## Geschichte
Der Wahlkreis Hamburg-Harburg war bei der Bundestagswahl 1949 die Nummer 8 der Hamburg Wahlkreise, hatte danach die bundesweite Wahlkreisnummer 21, für die Wahlen 1965 bis 1976 die Nummer 19 und schließlich bei den Wahlen 1980 bis 1998 die Wahlkreisnummer 18. Bei den Wahlen 1949 bis 1961 hieß der Wahlkreis Hamburg VII und 1965 bis 1976 Harburg.
Das Gebiet des Wahlkreises bestand für die Bundestagswahlen 1949 bis 1961 unverändert aus dem Bezirk Hamburg-Harburg sowie dem den Ortsteilen Veddel, Kleiner Grasbrook, Steinwerder, Waltershof und Finkenwerder aus dem Bezirk Hamburg-Mitte. Nach der Neuordnung der Wahlkreise vor der Bundestagswahl 1965 entsprach das Gebiet des Wahlkreises dem des Bezirks Hamburg-Harburg. 1980 kam das Ortsamtsgebiet Finkenwerder wieder hinzu. Vor der Bundestagswahl 2002 wurde der Wahlkreis mit dem Wahlkreis Bergedorf zum neuen Bundestagswahlkreis Hamburg-Bergedorf – Harburg vereinigt.

## Abgeordnete
Direkt gewählte Abgeordnete des Wahlkreises Hamburg VII bzw. Harburg bzw. Hamburg-Harburg waren
| Jahr | Name              | Partei | Anteil der Erststimmen |
| ---- | ----------------- | ------ | ---------------------- |
| 1998 | Hans-Ulrich Klose | SPD    | 53,5 %                 |
| 1994 | Hans-Ulrich Klose | SPD    | 48,8 %                 |
| 1990 | Hans-Ulrich Klose | SPD    | 47,9 %                 |
| 1987 | Hans-Ulrich Klose | SPD    | 50,6 %                 |
| 1983 | Hans-Ulrich Klose | SPD    | 55,0 %                 |
| 1980 | Herbert Wehner    | SPD    | 59,2 %                 |
| 1976 | Herbert Wehner    | SPD    | 58,7 %                 |
| 1972 | Herbert Wehner    | SPD    | 64,0 %                 |
| 1969 | Herbert Wehner    | SPD    | 60,0 %                 |
| 1965 | Herbert Wehner    | SPD    | 53,3 %                 |
| 1961 | Herbert Wehner    | SPD    | 53,5 %                 |
| 1957 | Herbert Wehner    | SPD    | 54,0 %                 |
| 1953 | Herbert Wehner    | SPD    | 49,0 %                 |
| 1949 | Herbert Wehner    | SPD    | 48,0 %                 |